# 怯的不花
怯的不花（羅馬化：Kitbuqa, Ketbuqa；1184年—1260年9月3日），蒙古帝国那颜，旭烈兀麾下大将，乃蛮人，不花是雄牛的意思，后裔迁徙地杰兹卡兹甘的宇航员大道建有他的骑马雕像。
元宪宗二年（1252年），怯的不花奉命率领1万2千人蒙古军队自和林出发西征，经过五年的征战，于1257年基本征服波斯。此后蒙古军队进一步入侵阿拉伯帝国，次年二月十三，蒙古攻占巴格达，阿拉伯帝国灭亡。1259年，怯的不花随旭烈兀渡过幼发拉底河，进军叙利亚。元世祖中统元年（1260年），蒙古军队攻占阿勒颇，叙利亚统治者纳昔尔放弃大马士革，逃入埃及求救。
此时，蒙哥死讯传来，旭烈兀被迫回师阿塞拜疆，以支持忽必烈同阿里不哥争夺蒙古大汗之位，仅留下怯的不花率各部族军队2万人（其中蒙古军队约5000人）负责继续征服叙利亚。埃及苏丹忽秃斯闻讯即进军巴勒斯坦。此时，怯的不花又与诸十字军国家交恶，正率军攻打西顿，自大的怯的不花发函要求埃及军队即刻投降，但遭到拒绝。9月3日，失去了十字军国家支持的蒙古军队和埃及军队在阿音札鲁特战役中交战，怯的不花先勝後敗，在失败后拒绝逃跑，最后被杀，其亲族全部被埃及人俘虏。
据埃及史书记载，怯的不花是一个景教教徒。